# 別列濟夫卡 (盧布尼區)
49°54′56″N 33°10′52″E / 49.91556°N 33.18111°E
別列濟夫卡（烏克蘭語：Березівка），是烏克蘭的城鎮，位於該國中部波爾塔瓦州，由盧布尼區負責管轄，距離克列韋利夫卡和韋利奇基夫卡1.5公里，海拔高度145米，2001年人口514。